# 서부붉은콜로부스
서부붉은콜로부스 (Procolobus badius)는 세네갈부터 가나에 이르는 서아프리카에서 발견되는 구세계원숭이 중 하나이다. 현재 붉은콜로부스속에 속해 있는 모든 종들은 이전에는 서부붉은콜로부스(P. badius)의 아종으로 간주되었었다. 종종 침팬지에 의해 사냥당한다. 1994년에, 서부붉은콜로부스는 침팬지에 의해 잡아먹히거나 사냥당함으로써, 상당수의 침팬지들을 에볼라 바이러스에 감염시켰다.

## 아종
이 붉은콜로부스는 3종의 아종이 있다
- 서부붉은콜로부스 (P. b. badius)
- 테밍크붉은콜로부스 (P. b. temminckii)
- 왈드론붉은콜로부스 (P. b. waldronae)

왈드론붉은콜로부스(P. b. waldronae)는 심각한 멸종위기에 처해 있으며, 이미 멸종되었는지도 모른다. 나머지 2종도 멸종 위기에 처해 있다.

## 계통 분류
다음은 붉은콜로부스의 계통 분류이다.
|  | 프로이스붉은콜로부스 |
|  |                      |
|  | 페넌트콜로부스       |
|  |                      |

|  | 로마미붉은콜로부스          |
|  |                             |
|  | 오스탈렛붉은콜로부스 (서부) |
|  |                             |

|  | 오스탈렛붉은콜로부스 (동부) |
|  |                             |
|  | 중부아프리카붉은콜로부스    |
|  |                             |
|  | 우간다붉은콜로부스          |
|  |                             |
|  | 타나강붉은콜로부스          |
|  |                             |

|  | 우드중와붉은콜로부스 |
|  |                      |
|  | 잔지바르붉은콜로부스 |
|  |                      |

|  | 오스탈렛붉은콜로부스 (동부) |
|  |                             |
|  | 중부아프리카붉은콜로부스    |
|  |                             |
|  | 우간다붉은콜로부스          |
|  |                             |
|  | 타나강붉은콜로부스          |
|  |                             |

|  | 우드중와붉은콜로부스 |
|  |                      |
|  | 잔지바르붉은콜로부스 |
|  |                      |

|  | 프로이스붉은콜로부스 |
|  |                      |
|  | 페넌트콜로부스       |
|  |                      |

|  | 로마미붉은콜로부스          |
|  |                             |
|  | 오스탈렛붉은콜로부스 (서부) |
|  |                             |

|  | 오스탈렛붉은콜로부스 (동부) |
|  |                             |
|  | 중부아프리카붉은콜로부스    |
|  |                             |
|  | 우간다붉은콜로부스          |
|  |                             |
|  | 타나강붉은콜로부스          |
|  |                             |

|  | 우드중와붉은콜로부스 |
|  |                      |
|  | 잔지바르붉은콜로부스 |
|  |                      |

|  | 오스탈렛붉은콜로부스 (동부) |
|  |                             |
|  | 중부아프리카붉은콜로부스    |
|  |                             |
|  | 우간다붉은콜로부스          |
|  |                             |
|  | 타나강붉은콜로부스          |
|  |                             |

|  | 우드중와붉은콜로부스 |
|  |                      |
|  | 잔지바르붉은콜로부스 |
|  |                      |

|  | 프로이스붉은콜로부스 |
|  |                      |
|  | 페넌트콜로부스       |
|  |                      |

|  | 로마미붉은콜로부스          |
|  |                             |
|  | 오스탈렛붉은콜로부스 (서부) |
|  |                             |

|  | 오스탈렛붉은콜로부스 (동부) |
|  |                             |
|  | 중부아프리카붉은콜로부스    |
|  |                             |
|  | 우간다붉은콜로부스          |
|  |                             |
|  | 타나강붉은콜로부스          |
|  |                             |

|  | 우드중와붉은콜로부스 |
|  |                      |
|  | 잔지바르붉은콜로부스 |
|  |                      |

|  | 오스탈렛붉은콜로부스 (동부) |
|  |                             |
|  | 중부아프리카붉은콜로부스    |
|  |                             |
|  | 우간다붉은콜로부스          |
|  |                             |
|  | 타나강붉은콜로부스          |
|  |                             |

|  | 우드중와붉은콜로부스 |
|  |                      |
|  | 잔지바르붉은콜로부스 |
|  |                      |

|  | 프로이스붉은콜로부스 |
|  |                      |
|  | 페넌트콜로부스       |
|  |                      |

|  | 로마미붉은콜로부스          |
|  |                             |
|  | 오스탈렛붉은콜로부스 (서부) |
|  |                             |

|  | 오스탈렛붉은콜로부스 (동부) |
|  |                             |
|  | 중부아프리카붉은콜로부스    |
|  |                             |
|  | 우간다붉은콜로부스          |
|  |                             |
|  | 타나강붉은콜로부스          |
|  |                             |

|  | 우드중와붉은콜로부스 |
|  |                      |
|  | 잔지바르붉은콜로부스 |
|  |                      |

|  | 오스탈렛붉은콜로부스 (동부) |
|  |                             |
|  | 중부아프리카붉은콜로부스    |
|  |                             |
|  | 우간다붉은콜로부스          |
|  |                             |
|  | 타나강붉은콜로부스          |
|  |                             |

|  | 우드중와붉은콜로부스 |
|  |                      |
|  | 잔지바르붉은콜로부스 |
|  |                      |